# 小查與寇弟的頂級生活
《小查與寇弟的頂級生活》（英語：The Suite Life of Zack & Cody，港譯《Zack & Cody同一酒店下》）是一部電視影集，從2005年3月18日起在迪士尼頻道上播出。這部情境喜劇是迪士尼頻道排行第二的節目，僅次於天才魔女。2005年12月時，在尼爾森收視率調查中，這部戲是該年最佳節目第336名。

## 故事
故事主人翁查克和寇弟是一對古靈精怪的雙胞胎，他們的單親媽媽凱莉是波士頓五星級飯店頂上飯店的餐廳歌手，這兩個與頂級飯店完全不搭嘎的小鬼頭便因為母親的工作長期住進了頂上飯店。他們住在飯店23樓的套房裡，經常把飯店搞得天翻地覆，與飯店員工們發生了許多有趣的事。本影集共有拍攝了三季，並在結束後推出續集的全新系列「小查與寇弟的頂級遊輪生活」。

## 角色

### 主要角色
- 查克·馬丁（Zack Martin）（迪倫·史普洛茲飾）（台灣配音：林芳雪）

雙胞胎哥哥，比弟弟年長10分鐘（生於1992年6月30日6:30）。喜歡搗蛋的小男孩，雖並無惡意但常常惹出麻煩。常常和其他女生打情罵俏。
- 寇弟·馬丁（Cody Martin）（寇爾·史普洛茲飾）（台灣配音：林美秀）

雙胞胎弟弟（生於6:40），是個用功有原則且講究紀律的好學生，不過也會加入查克的搗蛋計畫。目標是成為第一個到達太空的醫生和律師。
- 麥蒂·費茲派屈克（Maddie Fitzpatrick）（艾希莉·提斯代爾飾）（台灣配音：謝佼娟）

頂上飯店點心櫃檯（candy counter）服務生，也是查克和寇弟的褓母。因較普通的穿著和嚴謹精明形象，與蘭小姐是摯友兼死對頭，然而蘭小姐往往嘲笑麥蒂（如「金髮瘦排骨」），但麥蒂也曾捉弄蘭小姐。
- 凱莉·馬丁（Carey Martin）（金·羅茲飾）（台灣配音：李直平）

查克和寇弟母親，頂上飯店駐店歌手，常為查克惹出的事情頭痛。
- 倫敦·頂上（London Tipton）（台譯頂上蘭/小蘭·頂上（續作），通稱蘭小姐）（宋布蘭飾）（台灣配音：丘梅君）

頂上企業（Tipton Industries）老闆威佛德·頂上（Wilfred Tipton）親獨生女兼唯一繼承人。用心於服飾打扮，與麥蒂是摯友兼死對頭。往往有天真無知的形象與極度自我中心的個性。她有私人噴射機、成堆衣服珠寶，因此常嘲笑窮人，尤其是麥蒂。招牌動作是邊拍手邊說「我最棒」（台）/「噢耶」（中）（Yay Me!）。養著一隻叫“伊凡娜”（Ivana，艾瑪·史東配音）的小狗。續作《小查與寇弟的頂級遊輪生活》——〈星艦頂上號〉（Starship Tipton）中登場的羅馬·頂上（Rome Tipton，台譯羅門，喬治·武井飾演）為其後裔（稱她為「祖奶奶」（台））。
- 梅立安（完結篇）/馬立安·莫斯比（續作）（Mr. Marion Moseby）（菲爾·路易斯飾）（台灣配音：夏治世）

頂上飯店經理，個性嚴謹且有領導力。還精通各國語言、唱歌和跳舞。曾有一集還透露說學過芭蕾。常常因查克和寇弟而頭大。

### 經常出現的角色
- 保羅廚師（Jerry Kernion飾演）：頂上飯店大廚，因為身體肥胖曾經在寇弟的幫助下減肥。
- 艾斯特班（Adrian R'Mante飾演）（台灣配音：柳超堅）：頂上飯店行李搬運工。因是祕魯過來的移民，所以會西班牙文。全名「Esteban Julio Ricardo Montoya de la Rosa Ramirez」，中文是：艾斯特班·胡里歐·里卡多蒙·特亞·戴勒羅莎·雷米亞。因做事不太機靈，經常被莫斯比先生責罵。有一隻寵物雞叫“杜德利”。

```
在小查與寇弟的頂級郵輪生活中與法蘭西絲卡結婚，全名是:法蘭西絲卡·康蘇維拉·瑪麗崗薩雷斯·達瑪索·賈西亞·拉蒙·露西亞·葛林伯 格·高梅茲。
```

- 阿文（Arwin Quentin Hochauser）（布萊恩·斯泰潘內克飾演）（台灣配音：姜先誠）：頂上飯店修理工。個性呆頭呆腦，很喜歡凱莉，還曾寫過情詩給她。和查克跟寇弟很好，兩人有什麼需要都會來找他。時常發明東西，但都失敗。
- 蘭斯（Aaron Musicant飾演）：頂上飯店游泳池管理員。外表俊俏，所以麥蒂一開始很喜歡他，但是後來發現他只會講跟水有關的事情，最終並沒有在一起。在第三季的時候因為教蘭小姐游泳而兩人開始交往。
- 柯特（Kurt Martin）（台灣配音：于正昌）：查克和寇弟父親。吉他歌手，時常在各地巡迴演唱。性格和查克差不多，常會找女生搭訕。雖和凱莉離婚，但一有假日或聖誕節都會回到頂上飯店和孩子們玩。
- 玫莉（Kara Taitz飾演）：麥蒂沒當班的時候的替代人物。從澳洲過來的留學生，容易緊張和抓狂。
- 梅大嬸（Muriel）（Estelle Harris飾演/艾希莉·提斯代爾（少年））：頂上飯店最資深房務清潔員，但是很懶惰。若房間非常凌亂她都會說：「我可不清理這裡......」（中）/「我不會打掃這個的」（"I'm not cleaning that up".）。最喜歡躺在椅子上休息，若有人請教她事情時會說：「我需要動嗎？」。於完結篇客串，查克跟寇弟用20美金聘請她當老闆來視察時被開除的「替罪羊」（事實上早已退休，但頂上先生不知，查克跟寇弟認為應該要找一個不是在飯店工作的人來被開除），莫斯比後來為了感謝兩人，代替查克跟寇弟付了100美金並請她找零，但被她大聲拒絕並直接全額帶走。
- 諾曼（Anthony Acker飾演）：頂上飯店門房，經常可以在大廳看到他。
- 派翠克（Patrick Bristow飾演）：頂上飯店餐廳領班。是一個惹人厭的領班，見到誰都沒好話。查克和寇弟有時會被擋在門外不得進入餐廳。
- 多明尼修女（Marianne Muellerleile飾演）：蘭小姐和麥蒂上的天主教學校修女兼老師。非常兇悍，但很喜歡蘭小姐。
- 巴布（Charlie Stewart飾演）：查克和寇弟的男同學和朋友，有閱讀困難症，留著一頭非常明顯的紅髮。
- 麥斯（Alyson Stoner飾演）：查克和寇弟的女同學和朋友。擅長運動，喜歡查克，有一次跟他有約會。
- 小蟲（Dennis Bendersky飾演）：查克和寇弟的男同學和朋友。一開始是跟麥斯一起玩。
- 潔西卡和珍妮絲（Milly and Becky Rosso飾演）：英國人雙胞胎姐妹花。兩人說話時會一搭一唱。在一次頂上飯店的雙胞胎大會上跟查克和寇弟結識後到兩兄弟的學校念書。
- 芭芭拉（Sophie Oda飾演）：查克和寇弟的女同學，日本裔猶太人。因為很聰明所以跟寇弟關係良好，最後正式交往。
- 艾尼絲（Allie Grant）：查克和寇弟的女同學。瘋狂熱愛查克和寇弟，名言是「艾尼絲喜歡」。
- 妮雅（Nia Moseby）（Giovonnie Samuels飾演）：莫斯比外甥女（劇中實際未解釋其父母與莫斯比關係）及麥蒂的代班者，和查克和寇弟讀同一所國中。
- 傑米（Jamie）：是莫斯比的代班人物，被他認為是最好的員工之一。

## 印度版本
印度迪士尼將此影集改編，並更名為「卡蘭與卡比爾的頂級生活（The Suite Life of Karan & Kabir）」於2012年4月2日開始在印度迪士尼播放。

## 續集
在「頂級生活」影集結束後，迪士尼頻道再度製作續集的全新系列影集「小查與寇弟的頂級遊輪生活」以延續本影集。故事敘述查克及寇弟申請入學進入頂上企業在頂上郵輪上設立的七海中學，與原系列角色蘭小姐及莫斯比在郵輪上環遊世界的過程中發生的種種趣事。